# 等差分纬线多圆锥投影
等差分纬线多圆锥投影是中国地图出版社于1963年按照地图投影反求法设计的一种任意多圆锥投影。该投影广泛用于中国大陆出版的小比例尺世界地图。
等差分纬线多圆锥投影的中央经线与中央纬线（赤道）垂直相交。纬线为对称于赤道的同心圆弧，圆心位于中央经线上；经线亦为对称于中央经线的曲线。中央经线和±44º纬线的交点处没有角度变形，但地图周边的变形较大，南北极点变形为两条对称的弧线，长度为赤道投影的一半（通常被图廓截掉）。在使用该投影编制的世界地图上，中国位于地图中央附近，领土变形在10%之内，故该投影广泛应用于现在中国大陆公开出版的各种世界地图和世界地图册。